# Manasi Pradhan
  Manasi Pradhan  (oriya: ମାନସୀ ପ୍ରଧାନ)  (Banapur, 4 d'octubre de 1962) és una activista índia pels drets de les dones i escriptora feminista. Fundà la Honour for Women National Campaign, un moviment social estatal per erradicar la violència masclista a l'Índia. El 2014, li concediren el premi Raní Laskhmibai Stree Shakti Puraskar. Fou guardonada, juntament amb Mary Prema Pierick, directora mundial de les Missioneres de la Caritat, amb el premi Outstanding Women Awards el 2011.
Pradhan és coneguda com una de les pioneres del segle XXI del moviment feminista global. El 2016, la revista novaiorquesa Bustle la va incloure entre les 20 autores feministes i activistes més inspiradores juntament amb dones guanyadores d'un Premi Nobel com ara Shirin Ebadi, Rigoberta Menchú Tum, Malala Yousafzai, Betty Friedan, Naomi Klein, Angela Davis, Kate Millett i Gloria Steinem. El 2017, Welker Media, SA, amb seu a Los Angeles, va incloure Pradhan entre les 12 dones feministes i precursores del canvi més influents del món.
Fundà Nirbhaya Vahini, Nirbhaya Samaroh i OYSS Women. Ha col·laborat amb la Junta Central de Certificació Fílmica (CBFC) de l'Índia i amb el Comité de Recerca sobre la Comissió Nacional de les Dones.

## Biografia
Nasqué en una família pobra d'un poble d'Orissa. És la major de dues filles i un fill d'Hemalata Pradhan i Godabarish Pradhan. El seu pare era llaurador. Va lluitar contra el major tabú social que prohibia l'educació de les dones: caminava 15 km diaris sobre terreny accidentat i pantanós, fins a arribar a l'única escola secundària de la zona, i fou la primera dona que aprovà l'examen de secundària del seu poble, i la primera dona llicenciada en dret de tota la regió. La seua biografia ha estat recollida en documentals als Estats Units i Palestina.
En aquella època, l'educació femenina es considerava un gran tabú en la majoria d'àrees rurals de Banapur. Després de completar l'escola secundària al poble, la van pressionar perquè acabàs els estudis. A més a més, no hi havia instituts a prop.
Acabà d'estudiar en l'institut Patitapaban de Gambharimunda, i la família se n'anà a Puri perquè fos universitària. Amb pocs ingressos de les terres del llogaret, es feu difícil mantenir-se i la càrrega de tota la seua família recaigué en ella. Poc després d'aprovar l'examen intermedi, treballà per a mantenir la seua família i els seus estudis. Es llicencià en Economia en el Government Women's College, de Puri, i feu un màster en Literatura de la Universitat d'Utkal. També és llicenciada en Lleis pel GM Law College de Puri.

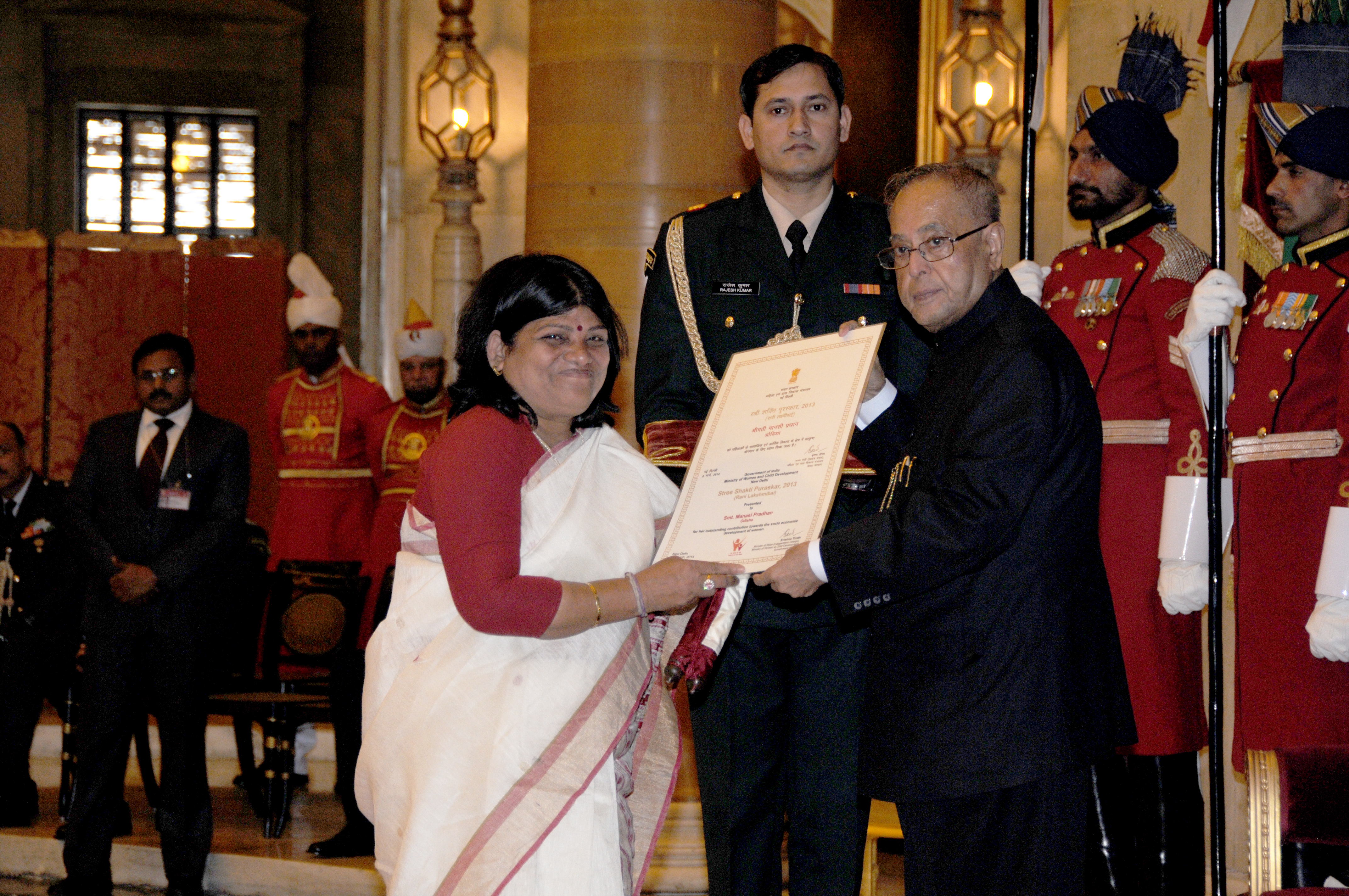
El president de l'Índia, Pranab Mukherjee, atorgant el premi Raní Lakshmibai Stree Shakti Puraskar 2013 a Manasi Pradhan a Rashtrapati Bhawan, Nova Delhi, el 8 de març del 2014

Pradhan col·laborà amb el departament de finances d'Odissa i amb l'Andhra Bank durant un breu temps. A l'octubre del 1983, però, als 21 anys, Manasi començà el seu propi negoci d'impremta i publicà una revista literària. Uns anys més tard, cresqué tant que la duia un petit grup dones empresàries reeixides del seu temps.

## Activisme
El 1987, fundà l'associació OYSS Women. El motiu inicial era aconseguir educació superior per a les dones i transformar-les en les futures dirigents. OYSS Women ha organitzat tallers de direcció, campaments d'educació, formació professional i de defensa personal, per a dones.
A més a més, l'organització fa nombroses activitats i actes per l'apoderament femení. També encapçala l'Honour for Women National Campaign.

## Honour for Women National Campaign
Al novembre del 2009, donà a conéixer l'Honour for Women National Campaign, un moviment nacional per a posar fi a la violència contra les dones a l'Índia. El moviment és fonamental per conscienciar de les atrocitats que sofreixen les dones.
El moviment utilitza una gran quantitat de mitjans, per exemple, punts de venda regentats per dones, festivals pels drets de les dones, reunions literàries sobre els drets de les dones, mostres audiovisuals, obres de teatre de carrer, etc., per a crear consciència sobre les disposicions legals i institucionals per a lluitar contra les atrocitats que pateixen les dones.
D'altra banda, exerceix pressió sobre l'estat mobilitzant l'opinió pública i recolzant campanyes per a aconseguir canvis institucionals i mesures contra la violència masclista.
El 2013, després de quatre llargs anys en una sèrie de seminaris, tallers i consultes estatals en què van participar parts interessades de tota l'Índia, el moviment proposà un esborrany detallat de la seua lluita per a eliminar la violència masclista.
El 2014, el moviment publicà una carta de quatre punts per a tots els governs estatals de l'Índia. En el mateix any, feu la campanya Nirbhaya Vahini, que consta de més de 10.000 voluntaris per tota l'Índia per a mobilitzar l'opinió pública i aconseguir la demanda de quatre punts de la carta.

### Carta de quatre punts
El 2014, l'Honour for Women National Campaign publicà una carta de quatre punts per a tots els governs estatals de l'Índia. N'és una pedra angular del moviment i ha portat diversos governs estatals a fer reformes:
1. Restricció total de la venda d'alcohol.
2. Entrenament de defensa personal per a dones com a part del currículum educatiu
3. Forces de protecció especial per a la seguretat de les dones en cada districte
4. Tribunal ràpid i una àrea especial de recerca i processament en cada districte[28]

## Obra
Pradhan és escriptora i poeta. El seu quart llibre Urmi-O-Uchchwas (ISBN 81-87833-00-9) han estat traduït a vuit idiomes.